# Proutiella infans
Proutiella infans là một loài bướm đêm thuộc họ Notodontidae. Nó là loài duy nhất được tìm thấy ở in lowland Amazonia in Brasil.